# Skałka (Kaliś)
Skałka – część wsi Kaliś w Polsce położona w województwie małopolskim, w powiecie olkuskim, w gminie Wolbrom.
W latach 1975–1998 Skałka administracyjnie należała do województwa katowickiego.